# Melanocharacidium rex
Melanocharacidium rex és una espècie de peix de la família dels crenúquids i de l'ordre dels caraciformes.

## Morfologia
- Els mascles poden assolir 9,9 cm de llargària total.[6]

## Hàbitat
Viu en zones de clima tropical.

## Distribució geogràfica
Es troba a Sud-amèrica: conques dels rius Tigre i Pastaza a la conca del riu Amazones a l'Equador.